# 치피오나

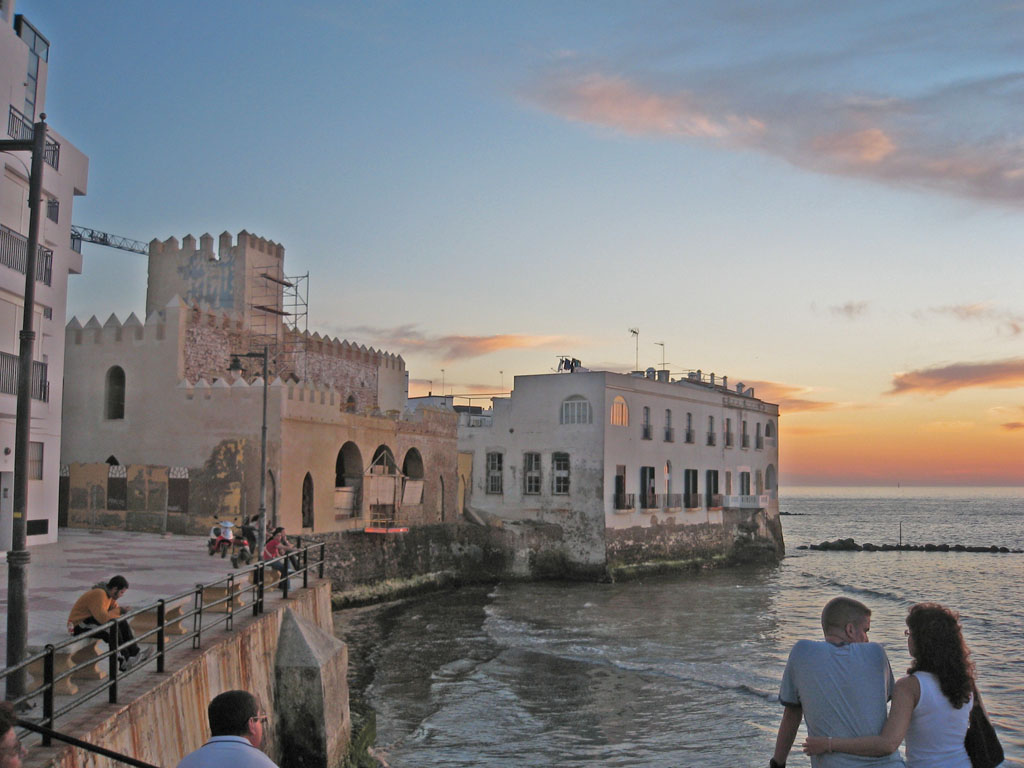
치피오나

치피오나(스페인어: Chipiona)는 스페인 안달루시아 지방 카디스 주에 위치한 해안 도시이다. 인구는 18,447명이다.